# Echozone
Echozone ist ein deutsches Independent-Label, das 2006 als Sublabel der Produktions- und Vermarktungsfirma Bob-Media gegründet wurde.

## Bands unter Vertrag
Musikalische Schwerpunkte liegen dabei auf den Bereichen Rockmusik, Dark Rock, Synthie-Pop, Electro und Musik der sogenannten Schwarzen Szene.
Aktuell (Stand: Juni 2019) befinden sich über 80 Bands im Katalog von Echozone.
- !distain
- [de:ad:cibel]
- [die!]
- 5TimesZero
- Acidcell
- Aggroaphobia
- Akanoid
- Alex Braun
- All the Ashes
- All Hallows Eve
- Amandas Nadel
- An Erotic End of Times
- Analogue-X
- Andreas Gross
- Arctic Sunrise
- Arsine Tibé
- Basilisk
- Batalion d’Amour
- Born for Bliss
- Broken Ego
- Bysmarque & Snowwhite
- Cadillac Complex
- Dead Guitars
- Der Klinke
- Descendants of Cain!
- Distance
- Dusk to Dawn
- Eigensinn
- Eilera
- Elandor
- Elektrostaub
- Feuerseele
- Florian Grey
- Hemesath
- Herzparasit
- Hidden Souls Argentina
- Ikon
- In Fall
- In Good Faith
- Inner Core
- Lakobeil
- Leichenwetter
- Liquid Grey
- Loewenhertz
- Lolita KompleX
- Lowfield
- M. W. Wild
- me.man.machine
- microClocks
- Mills
- Mindstrip
- Minerve
- Minusheart
- MIREXXX
- Mob Research
- MonoSapien
- Mystigma
- Nachtfalter
- Nature of Wires
- Nervenbeisser
- nocomment
- Northern Sadness
- Nox Interna
- Paranoid Android
- Plexiphones
- Porn
- POS.:2
- Projekt Ich
- Red Storm
- Red Sun Revival
- Remember Twilight
- Saints of Ruin
- SixTurnsNine
- Soulimage
- Super Dragon Punch!
- Thanateros
- The Cascades
- The Dark Unspoken
- The Frozen Autumn
- The Wide
- Traumtaenzer
- Vaselyne
- Versus
- Vlad in Tears
- Voodoma
- Whispers in the Shadow
- White Rose Transmission
- Zeritas
- Zoodrake